# Reactivo de Schiff

Reactivo de Schif

En química, el reactivo de Schiff (inventado y nombrado por Hugo Schiff) es un reactivo para la detección de aldehídos, que también ha encontrado uso en la tinción de tejidos biológicos. 
El reactivo de Schiff es el producto de una reacción que incluye colorantes tales como la fucsina y bisulfito de sodio; pararosanilina (que carece de un grupo metilo aromático) y la nueva fucsina son otras dos alternativas para la detección química de aldehídos.
En su uso como una prueba cualitativa para aldehídos, se añade la muestra desconocida con el reactivo de Schiff decolorado; cuando el aldehído está presente se desarrolla un color fucsia característico. Reactivos del tipo de Schiff se utilizan para diversos métodos de tinción de tejidos biológicos, por ejemplo, tinción de Feulgen y tinción de ácido periódico de Schiff. La piel humana también contiene grupos funcionales de aldehídos en el término de sacáridos y así se tiñe de igual forma.

## Fórmula
La fórmula del reactivo empleada para reconocer aldehídos:
1. En un vaso de precipitados de 250 mL pesar 100 mg de fucsina.
2. disolver en 75 mL de agua destilada, a 80 °C.
3. enfriar.
4. agregar 2,5 g de bisulfito de sodio, disolver.
5. agregar 1,5 mL de ácido clorhídrico concentrado, agitar.
6. aforar a 100 mL con agua.
7. NO usar después de 14 días de preparado.

Fucsina: fórmula: C20H20ClN3.
También llamada:
1. Violeta básica.
2. Magenta I.
3. alfa4-(p-aminofenil)-alfa4(imino-2,5-cic... clorhidrato.

## Características
El ácido leucosulfónico es el producto de la reacción final del procedimiento para formar el reactivo, este no es el reactivo inicial.
Al final no se tiene fucsina, es un ácido inestable este leucosulfónico.
Tanto si se usa bisulfito de sodio, como gas SO2, el bisulfito de sodio se descompone dando SO2 gaseoso, por lo cual en ambos métodos, solo se produce ácido leucosulfónico, incoloro, y que cambia a color violeta púrpura con un aldehído, al perder ácido sulfuroso, por la reacción, pues este es un ácido inestable.